# Rhizosiphon crassum
Rhizosiphon crassum är en svampart som beskrevs av Scherff. 1926. Rhizosiphon crassum ingår i släktet Rhizosiphon, ordningen Chytridiales, klassen Chytridiomycetes, divisionen pisksvampar och riket svampar.   Inga underarter finns listade i Catalogue of Life.